# Щандартенфюрер
Щандартенфюрер (на немски: Standartenführer) е полувоенно звание използвано в Нацистка Германия.
Учредено е през 1925 г., започва да се присъжда на офицерите от СА и СС, командващи т.нар. щандарти (формирования с размер на полк) през 1928 г.
През 1929 г. званието е разделено на Щандартенфюрер (I) (Standartenführer (I)) и Щандартенфюрер (II) (Standartenführer (II)), но през 1930 г. тази идея е изоставена след като ранговата система на СС и СА е разширена.
През 1933 г., след като Адолф Хитлер поема властта в Германия, званието Щандартенфюрер е най-високото, което може да присъдено на полеви офицер. Във Вафен-СС рангът е считан за еквивалентен на оберст.
Отличителният знак на званието Щандартенфюрер се състои от дъбово листо изобразено на двете яки. Щандартенфюрерите от Вафен-СС носят в допълнение пагоните характерни за оберст.